# Copa del Mundo de Esquí Alpino de 2016-17
La  Copa del Mundo de Esquí Alpino de 2016-17 se celebró del 22 de octubre de 2016 al 19 de marzo de 2017 bajo la organización de la Federación Internacional de Esquí (FIS). La final se celebró en la localidad de Aspen (Estados Unidos).

## Tabla de honor
| Categoría       | Masculino         | Nación  | Femenino         | Nación         |
| --------------- | ----------------- | ------- | ---------------- | -------------- |
| General         | Marcel Hirscher   | Austria | Mikaela Shiffrin | Estados Unidos |
| Descenso        | Peter Fill        | Italia  | Ilka Štuhec      | Eslovenia      |
| Eslalon         | Marcel Hirscher   | Austria | Mikaela Shiffrin | Estados Unidos |
| Eslalon Gigante | Marcel Hirscher   | Austria | Tessa Worley     | Francia        |
| Super Gigante   | Kjetil Jansrud    | Noruega | Tina Weirather   | Liechtenstein  |
| Combinada       | Alexis Pinturault | Francia | Ilka Štuhec      | Eslovenia      |

- Al comienzo de la temporada 2012-13, la FIS anunció que en la disciplina de Combinada no sería oficial (como hasta antes de 2007, aunque siguen configurándose las clasificaciones), aunque sí seguirían disputándose esas pruebas, y su resultados computarían igualmente para la General de la Copa del Mundo.

## Ganadores por disciplina - masculino

### General
| Puesto | Nombre               | País    | Puntos |
| ------ | -------------------- | ------- | ------ |
| Oro    | Marcel Hirscher      | Austria | 1599   |
| Plata  | Kjetil Jansrud       | Noruega | 924    |
| Bronce | Henrik Kristoffersen | Noruega | 903    |

### Descenso
| Puesto | Nombre         | País    | Puntos |
| ------ | -------------- | ------- | ------ |
| Oro    | Peter Fill     | Italia  | 454    |
| Plata  | Kjetil Jansrud | Noruega | 431    |
| Bronce | Dominik Paris  | Italia  | 371    |

### Eslalon
| Puesto | Nombre               | País    | Puntos |
| ------ | -------------------- | ------- | ------ |
| Oro    | Marcel Hirscher      | Austria | 735    |
| Plata  | Henrik Kristoffersen | Noruega | 440    |
| Bronce | Manfred Moelgg       | Italia  | 476    |

### Eslalon Gigante
| Puesto | Nombre            | País    | Puntos |
| ------ | ----------------- | ------- | ------ |
| Oro    | Marcel Hirscher   | Austria | 733    |
| Plata  | Mathieu Faivre    | Francia | 440    |
| Bronce | Alexis Pinturault | Francia | 439    |

### Super Gigante
| Puesto | Nombre                  | País    | Puntos |
| ------ | ----------------------- | ------- | ------ |
| Oro    | Kjetil Jansrud          | Noruega | 394    |
| Plata  | Hannes Reichelt         | Austria | 303    |
| Bronce | Aleksander Aamodt Kilde | Noruega | 299    |

### Combinada
| Puesto | Nombre                  | País    | Puntos |
| ------ | ----------------------- | ------- | ------ |
| Oro    | Alexis Pinturault       | Francia | 111    |
| Plata  | Niels Hintermann        | Suiza   | 100    |
| Bronce | Aleksander Aamodt Kilde | Noruega | 92     |

## Ganadores por disciplina - femenino

### General
| Puesto | Nombre           | País           | Puntos |
| ------ | ---------------- | -------------- | ------ |
| Oro    | Mikaela Shiffrin | Estados Unidos | 1643   |
| Plata  | Ilka Štuhec      | Eslovenia      | 1325   |
| Bronce | Sofia Goggia     | Italia         | 1197   |

### Descenso
| Puesto | Nombre       | País      | Puntos |
| ------ | ------------ | --------- | ------ |
| Oro    | Ilka Štuhec  | Eslovenia | 597    |
| Plata  | Sofia Goggia | Italia    | 460    |
| Bronce | Lara Gut     | Suiza     | 360    |

### Eslalon
| Puesto | Nombre                  | País           | Puntos |
| ------ | ----------------------- | -------------- | ------ |
| Oro    | Mikaela Shiffrin        | Estados Unidos | 840    |
| Plata  | Veronika Velez-Zuzulová | Eslovaquia     | 565    |
| Bronce | Wendy Holdener          | Suiza          | 455    |

### Eslalon Gigante
| Puesto | Nombre           | País           | Puntos |
| ------ | ---------------- | -------------- | ------ |
| Oro    | Tessa Worley     | Francia        | 685    |
| Plata  | Mikaela Shiffrin | Estados Unidos | 600    |
| Bronce | Sofia Goggia     | Italia         | 405    |

### Super Gigante
| Puesto | Nombre         | País          | Puntos |
| ------ | -------------- | ------------- | ------ |
| Oro    | Tina Weirather | Liechtenstein | 435    |
| Plata  | Ilka Štuhec    | Eslovenia     | 430    |
| Bronce | Lara Gut       | Suiza         | 300    |

### Combinada
| Puesto | Nombre            | País      | Puntos |
| ------ | ----------------- | --------- | ------ |
| Oro    | Ilka Štuhec       | Eslovenia | 240    |
| Plata  | Federica Brignone | Italia    | 220    |
| Bronce | Wendy Holdener    | Suiza     | 140    |

## Calendario

### Masculino
| Día      | Lugar                  | Prueba                   | Ganador              |
| 23.10.16 | Sölden                 | Eslalon Gigante          | Alexis Pinturault    |
| 13.11.16 | Levi                   | Eslalon                  | Marcel Hirscher      |
| 02.12.16 | Val d'Isere            | Super Gigante            | Kjetil Jansrud       |
| 03.12.16 | Val d'Isere            | Descenso                 | Kjetil Jansrud       |
| 04.12.16 | Val d'Isere            | Eslalon Gigante          | Mathieu Faivre       |
| 10.12.16 | Val d'Isere            | Eslalon Gigante          | Alexis Pinturault    |
| 11.12.16 | Val d'Isere            | Eslalon                  | Henrik Kristoffersen |
| 16.12.16 | Val Gardena            | Super Gigante            | Kjetil Jansrud       |
| 17.12.16 | Val Gardena            | Descenso                 | Max Franz            |
| 18.12.16 | Alta Badia             | Eslalon Gigante          | Marcel Hirscher      |
| 19.12.16 | Alta Badia             | Eslalon Gigante Paralelo | Cyprien Sarrazin     |
| 22.12.16 | Madonna di Campiglio   | Eslalon                  | Henrik Kristoffersen |
| 27.12.16 | Santa Caterina         | Super Gigante            | Kjetil Jansrud       |
| 29.12.16 | Santa Caterina         | Combinada                | Alexis Pinturault    |
| 05.01.17 | Zagreb                 | Eslalon                  | Manfred Moelgg       |
| 07.01.17 | Adelboden              | Eslalon Gigante          | Alexis Pinturault    |
| 08.01.17 | Adelboden              | Eslalon                  | Henrik Kristoffersen |
| 13.01.17 | Wengen                 | Combinada                | Niels Hintermann     |
| 15.01.17 | Wengen                 | Eslalon                  | Henrik Kristoffersen |
| 20.01.17 | Kitzbühel              | Super Gigante            | Matthias Mayer       |
| 21.01.17 | Kitzbühel              | Descenso                 | Dominik Paris        |
| 22.01.17 | Kitzbühel              | Eslalon                  | Marcel Hirscher      |
| 24.01.17 | Schladming             | Eslalon                  | Henrik Kristoffersen |
| 27.01.17 | Garmisch-Partenkirchen | Descenso                 | Travis Ganong        |
| 28.01.17 | Garmisch-Partenkirchen | Descenso                 | Hannes Reichelt      |
| 29.01.17 | Garmisch-Partenkirchen | Eslalon Gigante          | Marcel Hirscher      |
| 31.01.17 | Estocolmo              | Eslalon Paralelo         | Linus Strasser       |
| 24.02.17 | Kvitfjell              | Descenso                 | Bostjan Kline        |
| 25.02.17 | Kvitfjell              | Descenso                 | Kjetil Jansrud       |
| 26.02.17 | Kvitfjell              | Super Gigante            | Peter Fill           |
| 04.03.17 | Kranjska Gora          | Eslalon Gigante          | Marcel Hirscher      |
| 05.03.17 | Kranjska Gora          | Eslalon                  | Michael Matt         |
| 15.03.17 | Aspen                  | Descenso                 | Dominik Paris        |
| 16.03.17 | Aspen                  | Super Gigante            | Hannes Reichelt      |
| 18.03.17 | Aspen                  | Eslalon Gigante          | Marcel Hirscher      |
| 19.03.17 | Aspen                  | Eslalon                  | André Myhrer         |

### Femenino
| Día      | Lugar                  | Prueba           | Ganadora                |
| 22.10.16 | Sölden                 | Eslalon Gigante  | Lara Gut                |
| 12.11.16 | Levi                   | Eslalon          | Mikaela Shiffrin        |
| 26.11.16 | Killington             | Eslalon Gigante  | Tessa Worley            |
| 27.11.16 | Killington             | Eslalon          | Mikaela Shiffrin        |
| 02.12.16 | Lake Louise            | Descenso         | Ilka Štuhec             |
| 03.12.16 | Lake Louise            | Descenso         | Ilka Štuhec             |
| 04.12.16 | Lake Louise            | Super Gigante    | Lara Gut                |
| 10.12.16 | Sestriere              | Eslalon Gigante  | Tessa Worley            |
| 11.12.16 | Sestriere              | Eslalon          | Mikaela Shiffrin        |
| 16.12.16 | Val d'Isere            | Combinada        | Ilka Štuhec             |
| 17.12.16 | Val d'Isere            | Descenso         | Ilka Štuhec             |
| 18.12.16 | Val d'Isere            | Super Gigante    | Lara Gut                |
| 27.12.16 | Semmering              | Eslalon Gigante  | Mikaela Shiffrin        |
| 28.12.16 | Semmering              | Eslalon Gigante  | Mikaela Shiffrin        |
| 29.12.16 | Semmering              | Eslalon          | Mikaela Shiffrin        |
| 03.01.17 | Zagreb                 | Eslalon          | Veronika Velez-Zuzulova |
| 09.01.17 | Maribor                | Eslalon Gigante  | Tessa Worley            |
| 10.01.17 | Maribor                | Eslalon          | Mikaela Shiffrin        |
| 10.01.17 | Flachau                | Eslalon          | Frida Hansdotter        |
| 15.01.17 | Zauchensee             | Descenso         | Christine Scheyer       |
| 21.01.17 | Garmisch-Partenkirchen | Descenso         | Lindsey Vonn            |
| 22.01.17 | Garmisch-Partenkirchen | Super Gigante    | Lara Gut                |
| 24.01.17 | Kronplatz              | Eslalon Gigante  | Federica Brignone       |
| 28.01.17 | Cortina d'Ampezzo      | Descenso         | Lara Gut                |
| 29.01.17 | Cortina d'Ampezzo      | Super Gigante    | Ilka Štuhec             |
| 31.01.17 | Estocolmo              | Eslalon Paralelo | Mikaela Shiffrin        |
| 24.02.17 | Crans-Montana          | Combinada        | Federica Brignone       |
| 25.02.17 | Crans-Montana          | Super Gigante    | Ilka Štuhec             |
| 26.02.17 | Crans-Montana          | Combinada        | Mikaela Shiffrin        |
| 04.03.17 | Jeongseon              | Descenso         | Sofia Goggia            |
| 05.03.17 | Jeongseon              | Super Gigante    | Sofia Goggia            |
| 10.03.17 | Squaw Valley           | Eslalon Gigante  | Mikaela Shiffrin        |
| 11.03.17 | Squaw Valley           | Eslalon          | Mikaela Shiffrin        |
| 15.03.17 | Aspen                  | Descenso         | Ilka Štuhec             |
| 16.03.17 | Aspen                  | Super Gigante    | Tina Weirather          |
| 18.03.17 | Aspen                  | Eslalon          | Petra Vlhová            |
| 19.03.17 | Aspen                  | Eslalon Gigante  | Federica Brignone       |

- Datos: Q23022063
- Multimedia: 2016–2017 FIS Alpine Skiing World Cup / Q23022063